# Солнечна селищна адміністрація
Со́лнечна селищна адміністрація (каз. Солнечный кенттік әкімдігі, рос. Солнечная поселковая администрация) — адміністративна одиниця у складі Екібастузької міської адміністрації Павлодарської області Казахстану. Адміністративний центр — селище Солнечний.
Населення — 5843 особи (2021; 4892 у 2009, 8881 у 1999, 5624 у 1989).
Станом на 1989 рік існували Солнечна селищна рада (смт Солнечний) у складі Екібастузької міської ради.